# Boulevard (gruppo musicale finlandese)
I Boulevard sono un gruppo musicale finlandese fondato nel 1982 da Kyösti Laihi e Tuomo Tepsa e formato, in passato, anche da Erkki Korhonen, Jari Nieminen, Jari Puhakka, Juha Lanu e Matti Auranen.
Hanno rappresentato la Finlandia all'Eurovision Song Contest 1987 con il brano Sata salamaa insieme a Vicky Rosti, e poi nuovamente all'edizione del 1988 con Nauravat silmät muistetaan.

## Carriera
I Boulevard sono saliti alla ribalta nel 1987 con la loro partecipazione al programma di selezione del rappresentante finlandese all'Eurovision Song Contest. Dopo aver vinto con il loro inedito Sata salamaa, cantato insieme a Vicky Rosti, hanno preso parte alla finale eurovisiva a Bruxelles, dove si sono piazzati al 15º posto su 22 partecipanti con 32 punti totalizzati.
L'anno successivo hanno preso parte nuovamente alla selezione eurovisiva, questa volta da soli, presentando la canzone Nauravat silmät muistetaan e vincendo nuovamente la possibilità di cantare per la Finlandia a Dublino. Qui si sono piazzati al penultimo posto su 21 concorrenti, ottenendo solo 3 punti.

## Discografia

### Album
- 1988 – Nauravat silmät

### Singoli
- 1985 – Syksy maalaa maisemaa
- 1987 – Sata salamaa (con Vicky Rosti)
- 1987 – Makeinen
- 1988 – Nauravat silmät muistetaan
- 1988 – Pikku kalat